# Stanisław Gołąb
Stanisław Gołąb (Travnik, 26 de julho de 1902 — Cracóvia, 30 de abril de 1980) foi um matemático polonês.
Seu campo de interesse foi principalmente geometria afim e diferencial. Foi membro da Escola de Matemática da Cracóvia.
Gołąb estudou matemática na Universidade Jaguelônica, com doutorado em 1931 e habilitação em 1932 na mesma universidade. Foi professor na Universidade de Ciência e Tecnologia AGH e na Universidade Jaguelônica. Em 6 de novembro de 1939 foi preso pelos alemães durante a Sonderaktion Krakau e até 1940 ficou preso em Breslau, sendo depois transferido para o campo de concentração de Sachsenhausen. Após a guerra trabalhou novamente como professor na Universidade de Ciência e Tecnologia AGH, em Cracóvia.

## Publicações selecionadas
- S. Gołąb: Quelques problèmes métriques de la géometrie de Minkowski, Trav. de l'Acad. Mines Cracovie 6 (1932), 1–79
- Golab, S., Über einen algebraischen Satz, welcher in der Theorie der geometrischen Objekte auftritt, Beiträge zur Algebra und Geometrie 2 (1974) 7–10.
- Golab, S.; Swiatak, H.: Note on Inner Products in Vector Spaces. Aequationes Mathematicae (1972) 74.
- Golab, S.: Über das Carnotsche Skalarprodukt in schwach normierten Vektorräumen. Aequationes Mathematicae 13 (1975) 9–13.
- Golab,S., Sur un problème de la métrique angulaire dans la géometrie de Minkowski, Aequationes Mathematicae (1971) 121.
- Golab, S., Über die Grundlagen der affinen Geometrie., Jahresbericht DMV 71 (1969) 138–155.